# Dooabia argomma
Dooabia argomma là một loài bướm đêm trong họ Geometridae.